# Boris Jewstafjewitsch Butoma
Boris Jewstafjewitsch Butoma (russisch Борис Евстафьевич Бутома; * 28. Apriljul. / 11. Mai 1907greg. in Port-Petrowsk; † 11. Juni 1976) war ein hochrangiger Politiker in der Sowjetunion, der in den Jahren 1957 bis 1976 Minister für die Schiffbauindustrie war.

## Leben
Er wurde am in der Hafenstadt Petrowsk im Bezirk Temir-Khan-Shurinsky der Region Dagestan (heute Stadt Machatschkala) geboren. Er begann seine Karriere 1920 als Metallbauer auf einer Werft in Sewastopol, wo er bis 1932 arbeitete. 1936 absolvierte er das Leningrader Schiffbauinstitut und erhielt die Qualifikation „Schiffsingenieur“.
In den Jahren 1936–1944 arbeitete er in Wladiwostok auf der damaligen Werft Nr. 202 als Vorarbeiter, Transfermechaniker, Schiffsbauer, Leiter der Werksabteilung und schließlich als stellvertretender Chefingenieur der Fabrik.
Er war an der Entwicklung einer Reihe von Eisbrechern für die Nordseeroute beteiligt. 1942 wurde er zu Expedition von Lotsenschiffen im Fernen Osten in den Norden und in die Ostsee aufgenommen. 1944–1948 arbeitete er in Selenodolsk auf der Werft Nr. 340 als Chefingenieur und dann als Direktor.
Von März 1953 bis April 1954 war er Leiter der 4. Hauptdirektion des Ministeriums für Verkehr und Schwermaschinenbau der UdSSR.
Ab 1961 war er stellvertretendes Mitglied und ab 1966 Mitglied des Zentralkomitees der KPdSU. Er war Mitglied des Obersten Sowjets der UdSSR.
Sein Grab findet sich auf dem Nowodewitschi-Friedhof.

## Auszeichnungen
Butoma erhielt folgende Auszeichnungen:
- Orden des Roten Banners der Arbeit (1945, 1966)
- Stalinpreis (1949)
- Leninorden (1959, 1961, 1963, 1967, 1971)
- Held der sozialistischen Arbeit (1959)
- Leninpreis (1974)

## Würdigung
Am 5. Mai 1982 wurde in Wladiwostok ein Denkmal enthüllt. Eine Allee in der Stadt Sewerodwinsk, Straßen in den Städten Kaluga und Mykolajiw, und ein Platz in Sewastopol tragen seinen Namen. Ein Tanker der Pazifikflotte wurde ebenso nach ihm benannt.